# Carrière (émission de télévision)
Pour les articles homonymes, voir Carrière.
Carrières est une émission hebdomadaire informative diffusée à partir du 26 janvier 2009 sur la 2sTV au Sénégal. Elle renseigne sur les fonctions, les exigences, les capacités, les qualités personnelles, la rémunération salariale.
Cette émission accompagne les élèves ou étudiants dans leurs choix d’une carrière professionnelle. Elle vise aussi à faire connaître des métiers qui font rêver ou qui sont mal connus.